# Jan Dukas (syn Michała II)
Jan Dukas (Grecki Ἰωάννης Δούκας, XIII w.) – bizantyński arystokrata.  

## Życiorys
Był drugim synem Michała II Angelosa i Teodory Dukainy Petraloiphainy. W 1261 roku matka oddała go jako zakładnika na dwór bizantyński. Tam ożenił się z nieznaną z imienia córka Konstantyna Tornikesa. Para miała co najmniej jedną córkę Helenę. Małżeństwo Jana rozpadło się. wkrótce potem  Jan został uwięziony i oślepiony w 1280 roku. Popełnił samobójstwo. 